# Juncus subulatus
Juncus subulatus là một loài thực vật có hoa trong họ Juncaceae. Loài này được Forssk. mô tả khoa học đầu tiên năm 1775.